# Thiago Neves
Thiago Neves Augusto (* 27. Februar 1985 in Curitiba) ist ein brasilianischer Fußballspieler.

## Karriere

### Verein
Der offensive Mittelfeldspieler begann seine Laufbahn als Fußballprofi bei Paraná Clube in Curitiba. Die Saison 2006 verbrachte er auf Leihbasis in Japan bei Vegalta Sendai, bevor er 2007, zunächst auf Leihbasis, von Fluminense verpflichtet wurde und dort seinen Durchbruch hatte. Im Juni des Jahres gewann er nach einem 1:0-Sieg im Finalrückspiel des Brasilianischen Pokals in Florianópolis gegen den Figueirense FC seinen ersten Titel. Das Hinspiel im heimischen Maracanã endete 1:1. Ende des Jahres wurde er mit der Bola de Ouro als bester Spieler der Meisterschaftssaison, bei der Fluminense mit dem 4. Platz abschloss, ausgezeichnet.
Mit Fluminense stand er im Finale der Copa Libertadores 2008 und erzielte im Turnier insgesamt sieben Tore, vier davon in den Finalspielen gegen LDU Quito aus der ecuadorianischen Hauptstadt Quito.  Nach einem 2:4 im Hinspiel stand es nach 90 Minuten im Rückspiel vor 86.000 Zusehern 3:1. Fluminense verlor das anschließende Elfmeterschießen, bei dem der gegnerische Torhüter Neves Schuss hielt, mit 1:3.
Am 30. August 2008 wechselte er für geschätzte 7,5 Millionen Euro zum Hamburger SV, wo er einen Vertrag bis 2013 unterschrieb. Mit seinem Reservisten-Status dort unzufrieden, wünschte Neves in der Winterpause 2008/09 einen Vereinswechsel, der ihn per Leihe für ein halbes Jahr zurück zu Klub Fluminense führte. Kurz darauf verkündete der saudische Verein Al-Hilal die Verpflichtung von Neves ab Juli 2009 für vier Jahre.
Am 13. Januar 2011 wurde Neves für ein Jahr an Flamengo Rio de Janeiro ausgeliehen. Mit dem Verein gewann er nach einem Finalsieg im Elfmeterschießen gegen CR Vasco da Gama die Staatsmeisterschaft von Rio de Janeiro und wurde Vierter in der nationalen Meisterschaft.
Mitte Januar 2012 wechselte er nach langem Tauziehen mit Flamengo zum Fluminense FC. Als Ablösesumme an Al-Hilal werden 15 Millionen Réis (6,56 Millionen Euro) vermeldet. Mit Fluminense gewann er im selben Jahr die Staatsmeisterschaft von Rio und die brasilianische Meisterschaft.
Zur Saison 2015/16 wechselt Thiago Neves für ca. 11 Millionen Euro von al-Hilal zu al-Jazira nach Abu Dhabi. In seiner ersten Saison erzielte er in 25 Ligaspielen acht Tore und legte acht weitere auf.
Am 5. Januar 2017 gab der Cruzeiro EC aus Belo Horizonte die Verpflichtung von Neves für drei Jahre bekannt. In einem Interview am 3. Oktober 2017 gab Neves bekannt, dass er seine aktive Laufbahn gerne bei seinem ersten Klub Paraná Clube beenden würde. In demselben Gespräch äußerte er auch, dass er davon ausgehe, dass sein Wechsel nach Saudi-Arabien das Ende für seine Laufbahn in der Nationalmannschaft war, da die dortigen Spiele für die Nationaltrainer nicht so einfach zu sehen seien, wie die in Europa.
Ein Jahr später wurde das erneute Interesse von al-Hilal an Neves bekannt. Der Klub bot eine Ablösesumme von 11 Millionen Brasilianischer Real, welche vom Präsidium Cruzeiros abgelehnt wurde. Im September 2018 wurde Neves für das 100. Spiel für Cruzeiro geehrt. Als 100. Spiel gilt das Halbfinalspiel gegen Palmeiras São Paulo am 12. September 2018 im Copa do Brasil 2018. Im Januar 2019 wurde Neves’ Vertrag bei Cruzeiro bis Ende 2020 verlängert. Der Vertrag enthält die Option um eine Verlängerung um ein Jahr, sollte Neves 2020 mindestens 40 Spiele bestreiten. Nachdem er einen Partybesuch öffentlich machte, während er sich von einer Blessur erholte, wurde Neves von Cruzeiro freigestellt.
Im Januar 2020 unterzeichnete Neves bei Grêmio FBPA aus Porto Alegre einen Vertrag. Zunächst stand Neves bei Grêmio in der Staatsmeisterschaft regelmäßig in der Startelf. Nachdem die Saison im März aufgrund der COVID-19-Pandemie unterbrochen wurde, fand er sich zum Start in die Meisterschaftssaison 2020 Anfang August nur noch in der Rolle eines Reservespielers wieder. Im September 2020 wechselte er daraufhin zum Ligakonkurrenten Sport Recife.

### Nationalmannschaft
Am 26. März 2008 debütierte Neves in der brasilianischen Fußballnationalmannschaft, als er in einem Spiel gegen Schweden eingewechselt wurde. Im August 2008 gewann er bei den Olympischen Spielen die Bronzemedaille. Er kam bei fünf Spielen zum Einsatz und schoss dabei zwei Tore.
Im Juni 2011 kam er in einen Freundschaftsspiel gegen Rumänien zu seinem zweiten Einsatz in der Nationalmannschaft. Er gehörte zum Aufgebot für die anschließende Copa América, bei der er nicht zum Zug kam.

## Erfolge
Fluminense
- Pokal von Brasilien: 2007
- Copa Libertadores: Finalist 2008
- Staatsmeisterschaft von Rio de Janeiro: 2012
- Meisterschaft von Brasilien: 2012

Al-Hilal
- Meisterschaft von Saudi-Arabien: 2010
- Prinz-Pokal von Saudi-Arabien: 2010
- King Cup (Saudi-Arabien): 2015/16

Flamengo
- Staatsmeisterschaft von Rio de Janeiro: 2011

Cruzeiro
- Copa do Brasil: 2017, 2018
- Staatsmeisterschaft von Minas Gerais: 2018, 2019

Brasilien
- Bronzemedaille beim olympischen Fußballturnier: 2008

Persönliche Auszeichnungen
- Fußballer des Jahres in Brasilien: Bola de Ouro 2007
- Bola de Prata: 2017